# Heinz Dieter Mathes
Heinz Dieter Mathes ist ein deutscher Betriebswirt.

## Leben
Er studierte Volkswirtschaftslehre, Betriebswirtschaftslehre und Mathematik an der LMU München und der Fernuniversität Hagen. Nach der Promotion zum Dr. rer. pol. 1978 und der Habilitation (Verleihung der Venia Legendi für Betriebswirtschaftslehre an der Johann Wolfgang Goethe-Universität 1985) vertrat er Lehrstühle in Frankfurt und Heidelberg. Er war Universitätsprofessor an den Universitäten Hamburg (1987–1990) und Bayreuth (1990–1994). Seit 1994 war er Professor an der Goethe-Universität für das Fach Operations Management/Produktion.

## Schriften (Auswahl)
- Produktentscheidungen in komplexen Kaufsituationen. 1978, OCLC 256039225 (zugleich Dissertation, Siegen 1978).